# Fontella Bass
Fontella Bass (ur. 3 lipca 1940 w Saint Louis, zm. 26 grudnia 2012 tamże) – amerykańska piosenkarka.

## Albumy
- The New Look
- Les Stances a Sophie
- Free
- From the Root to the Source
- Rescued: The Best of Fontella Bass
- No Ways Tired
- Now That I Found a Good Thing
- Travelin

## Single
- "Don Mess Up a Good Thing"
- "You'II Miss Me (When I'm Gone)"
- "Rescue Me"
- "Recovery"
- "I Can't Rest / I Surrender"
- "You'll Never Ever Know / Safe and Sound"
- "Lucky In Love / Sweet Lovin Daddy"